# Roman Chtiej
Roman Chtiej (* 21. Januar 1941 in Guesnain) ist ein ehemaliger polnischer Radrennfahrer und nationaler Meister im Radsport.

## Sportliche Laufbahn
Roman Chtiej (später René Chtiej)  wurde in einer Familie polnischer Einwanderer in Frankreich geboren, kehrte aber als Kind nach Polen zurück.
1961 (vor Stanislaw Gazda) und 1963 wurde er polnischer Meister im Straßenrennen, wobei 1961 der Meister in drei einzelnen Rennen ermittelt wurde, als Fahrer mit der höchsten Punktzahl gewann Chtiej die Meisterschaft. 1962 gewann er auch den Titel im Einzelzeitfahren. 1961 gewann er die erste Austragung des Etappenrennens Małopolskiego Wyścigu Górskiego und konnte in der Meisterschaft auf der Bahn in der Einzelverfolgung Bronze gewinnen. Bei der Internationalen Friedensfahrt 1963 schied er aus dem Rennen aus. 1963 fuhr er die UCI-Straßen-Weltmeisterschaften und wurde mit dem polnischen Vierer 5. im Mannschaftszeitfahren. Im Einzelrennen schied er aus.
1964 kehrte er nach Frankreich zurück, dort nahm er den Namen René an und fuhr als Berufsfahrer in den Teams Terrot-Leroux (Belgien, 1964) und Pelforth-Sauvage-Lejeune (Frankreich, 1966–1968). Er gewann das Rennen Circuit Franco-Belge 1966. 1968 startete er bei der Vuelta a España, schied aber aus der Rundfahrt aus.